# ژرارد جولینگ
ژرارد جولینگ (به انگلیسی: Gerard Joling) (زاده ۲۹ آوریل ۱۹۶۰) خواننده، مجری تلویزیون هلندی است.
او نماینده هلند در مسابقه آواز یوروویژن ۱۹۸۸ بود.